# Jean-Pierre Genet
Pour les articles homonymes, voir Genet.
Jean-Pierre Genet, né le 15 octobre 1962 à Châtellerault, est un joueur de rugby à XV, qui a joué avec l'équipe de France et le Racing club de France, évoluant au poste de talonneur (1,81 m pour 93 kg). 

## Biographie
Jean-Pierre Genet effectue l'essentiel de sa carrière au Racing club de France.
Il participe à la lente ascension du club parisien qui rejoint l'élite en 1985. En 1987, il atteint la finale du championnat de France mais le Racing est battu par Toulon 15-12 après avoir éliminé le Stade toulousain en demi-finale 10-9.
Il devient champion de France en 1990, après avoir battu successivement Grenoble en quart sur un essai refusé à tort aux alpins,, le Stade toulousain 21-14 comme 3 ans plus tôt en demi-finale puis le SU Agen en finale (22-12 après prolongations).
Le Racing était alors emmené par une génération exceptionnelle avec notamment Franck Mesnel, Jean-Baptiste Lafond, Philippe Guillard, Laurent Bénézech ou Éric Blanc.
En 1992, il part pour l'ACBB rugby où il termine sa carrière de joueur.

## Carrière de joueur

### En club
- RC Épinay-sur-Orge
- CASG
- Racing club de France
- ACBB rugby

### En équipe nationale
Il a disputé son premier test match le 7 mars 1992, contre l'équipe d'Écosse, son dernier test match fut contre l'équipe de Roumanie, le 28 mai 1992.

## Palmarès

### En club
- Champion de France (Bouclier de Brennus) (1) : 1990
- Vice-champion de France (1) : 1987

### En équipe nationale
- Sélections en équipe nationale : 3
- Sélections par année : 3 en 1992
- Tournoi des Cinq Nations disputé : 1992